# Frietautomaat

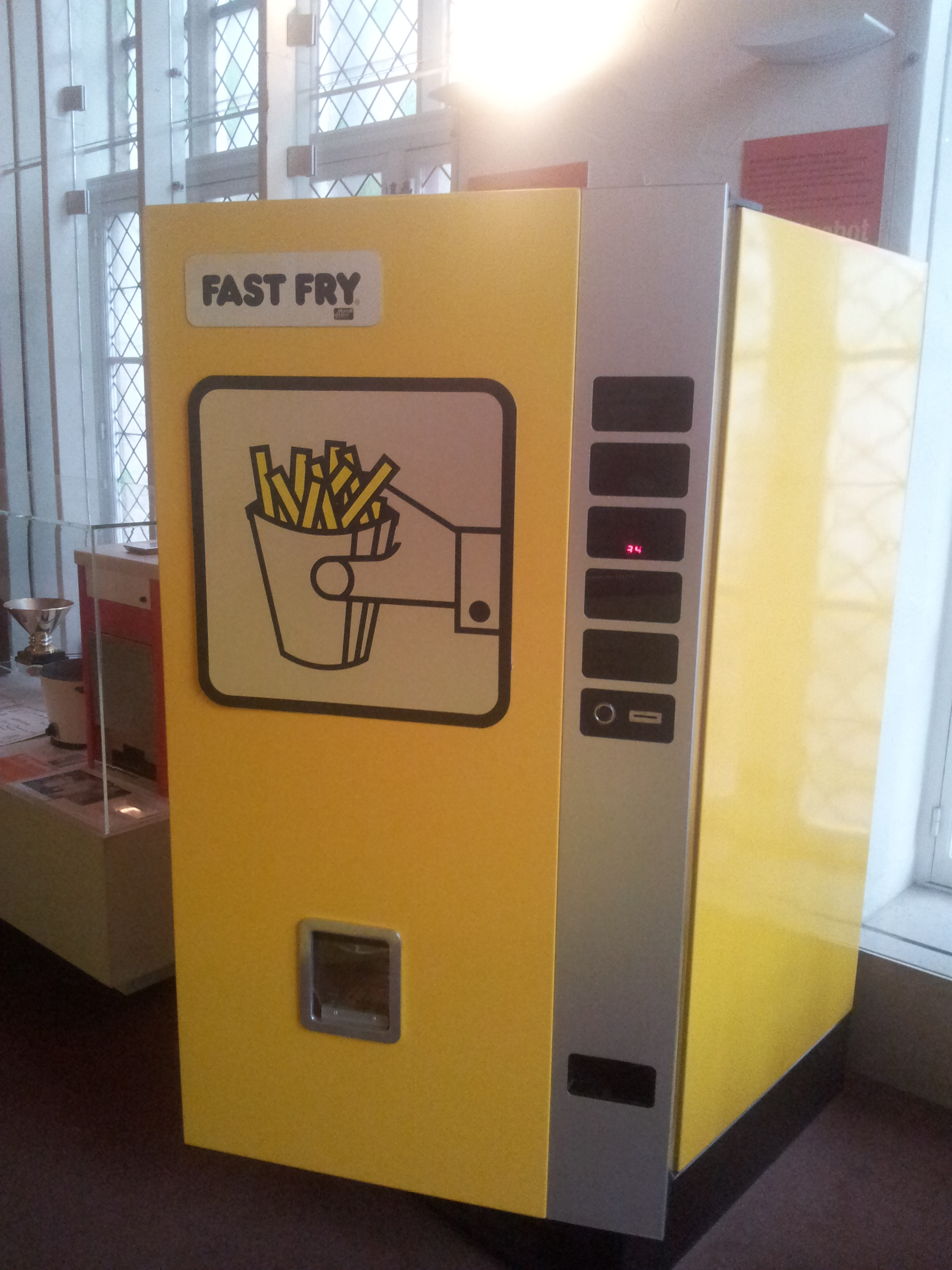
Frietautomaat in het Frietmuseum in Brugge in 2013

Een frietautomaat, frietmachine, patatautomaat of patat fritesautomaat is een verkoopautomaat voor direct te consumeren patat frites. Het apparaat was in de jaren zestig en begin jaren zeventig veelvuldig in het straatbeeld te vinden maar verdween al vroeg in de jaren zeventig uit het straatbeeld.

## Geschiedenis
De "frit-O-matic", zoals het apparaat door de uitvinder werd genoemd was in de jaren zestig in Sluis in Zeeuws-Vlaanderen ontworpen door de heer J. Hoeberigs, die er op de Brusselse Uitvinderssalon een Oscar mee won, wat wereldwijde aandacht in de media kreeg. Het leek toentertijd een uitkomst te bieden aan consumenten die dan op alle tijden van de dag een portie vers gebakken friet konden verkrijgen.
Het forse apparaat van 2,05 meter hoog bestond uit twee delen en bevatte een honderdtal bakjes of bekertjes voorgebakken friet, die met een kettingmechanisme werden voortbewogen. Na inworp van de benodigde munten kwam de ketting in beweging. Het apparaat kieperde één bakje om, waardoor de friet in 5 kg frituurvet viel die continu op 180 graden werd gehouden. Na dertig á veertig seconden, of twintig seconden meer als de klant de friet knapperiger wilden hebben, haalde het apparaat de versgebakken friet uit het vet en kieperde deze in een nieuw bakje. De klant kon vervolgens via een luikje zijn portie friet uit de automaat halen. Zout kon worden toegevoegd door op de zoutknop te drukken, en mayonaise en een vorkje werden via een apart luikje bijgeleverd.
De eerste automaten werden in België geplaatst. Spoedig daarna volgden andere landen; zo verscheen in Amsterdam de eerste frit-O-matic in november 1969 op het Stationsplein.

### Gebruik in de praktijk
In de praktijk werd de automaat echter een flop. Omdat verzuimd was de ketting van een geleiding te voorzien, gingen de bakjes slingeren waarbij er frieten uit vielen en de klanten te weinig friet kregen. Ook de temperatuurverschillen van -18 graden tot 180 graden Celsius in één apparaat gaf moeilijkheden. Daarnaast werd het apparaat door de gevallen frieten en het spattende vet snel smerig; ook zorgde het voor stank en werd het apparaat brandgevaarlijk. Bovendien waren de apparaten gevoelig voor vandalisme en vroegen daarom veel en kostbaar onderhoud.
Een andere reden van de flop was de smaak van de frieten, die veel minder knapperig was dan bij handmatig gebakken friet. Om de kwaliteit van de frieten te verbeteren probeerde men het nog met diepvriesfriet, maar die ging klonteren en vielen niet in gelijke porties in de bakjes. Ook werd nog geprobeerd om met een trechtersysteem de frieten te geleiden maar die braken af. Het grootste probleem bleek het dagelijkse verversen van de frituurolie, wat vaak verzuimd werd, waardoor de machines snel vet en vies werden. Door deze onderhoudsproblemen verdween de frit-O-matic snel weer uit het straatbeeld. Het idee van Hoeberigs voor een frietkotloos België is nooit gerealiseerd. Regelmatig werden varianten op de machine ontwikkeld, maar geen daarvan werd een succes.

### Andere apparaten
Al spoedig werden ook door andere apparaten op de markt gezet zoals Holdeen uit Rotterdam die het apparaat "fritbar" noemde en Van Cleven uit Hasselt die het "interfrit" noemde.

### Nieuwe pogingen
De uitvinder werkte midden jaren negentig aan een frietautomaat met hete lucht en infraroodstraling in plaats van olie, maar ook dat werd geen succes.
In 2015 werd door een andere uitvinder, Bastiaan Roest, in samenwerking met de Universiteit van Wageningen, gewerkt aan een ander nieuw model dat met een hoogte van 1,83 meter een gangbare hoogte heeft en kan worden uitgewisseld met andere verkoopautomaten. Vanaf 2016 bleef het echter stil rond deze uitvinding.

### Museum
Het Frietmuseum in Brugge heeft een frietmachine in de collectie opgenomen. Ook bestaat er een Frietmuseum in Brussel.